# David Zaslav
David Zaslav (New York, 15 gennaio 1960) è un dirigente d'azienda statunitense, attuale CEO e presidente di Warner Bros. Discovery (WBD).

## Biografia
Zaslav è nato da una famiglia ebrea polacca e ucraina a Brooklyn, New York. All'età di 8 anni si è trasferito nella contea di Rockland, dove si è diplomato alla Ramapo High School. Zaslav ha conseguito una laurea in giurisprudenza presso la Binghamton University.
In seguito, si è laureato alla Boston University School of Law nel 1985 e ha iniziato la sua carriera come avvocato con LeBoeuf, Lamb, Lieby e MacRae a New York.

## Carriera
Zaslav è entrato a far parte della NBC nel 1989.  Come presidente della TV via cavo e nazionale e della distribuzione dei nuovi media, ha supervisionato la distribuzione di contenuti per la TV, ha negoziato per il trasporto via cavo e satellitare delle reti NBCUniversal e ha forgiato partnership con i media. 
Le sue responsabilità si sono estese a Bravo, CNBC World, SCI FI, ShopNBC, Sleuth, Telemundo, Telemundo Puerto Rico, mun2, Trio, Universal HD, USA Network, NBC Weather Plus e le Olimpiadi via cavo. Zaslav ha anche supervisionato gli interessi di NBCUniversal in A&E, The History Channel, The Biography Channel, National Geographic International, Sundance Channel e TiVo. 
Zaslav è diventato CEO di Discovery Communications il 16 novembre 2006, succedendo a Judith McHale.
Zaslav ha istigato un cambiamento di strategia da parte dell'azienda, con l'obiettivo di diventare come una "società di contenuti" piuttosto che una "società via cavo", rafforzando le sue reti principali (come il suo omonimo Discovery Channel) come marchi multipiattaforma. Come CEO, Zaslav ha supervisionato lo sviluppo e il lancio di nuove reti come Planet Green (in seguito rinominato come Destination America), The Hub, Oprah Winfrey Network (OWN), Velocity e Investigation Discovery, così come l'acquisizione della società nel 2018 di Scripps Networks Interactive. 
Sotto la sua guida, Discovery ha iniziato a fare trading come società pubblica nel 2008, è diventata una società Fortune 500 nel 2014 e ha acquisito Scripps Networks Interactive nel 2018.
Nel maggio 2021, è stato annunciato che Zaslav avrebbe ricoperto il ruolo di CEO a seguito della una proposta di fusione tra Discovery e Warner Bros. L'accordo da 43 miliardi di dollari è stato concluso l'8 aprile 2022.